# Jacob Berab
Jacob Berab (Maqueda, Castilla; año 1474 - Safed, Imperio otomano; año 1546) fue un influyente rabino y talmudista, conocido por su intento de reintroducir la ordenación rabínica.

## Primeros años
Berab nació en Maqueda, una ciudad cerca de Toledo, en Castilla (España), en 1474. Fue alumno de Isaac Aboab de Castilla. Tras la expulsión de los judíos de España, Berab huyó a Fez, Marruecos donde residía una comunidad judía de 5.000 miembros, las cuales le eligieron como rabino, aunque solamente era un joven de 18 años. En el año 1493 se trasladó a la ciudad de Tremecén, Argelia. 
Cuando los ejércitos españoles invadieron el Magreb en 1510, se trasladó a Egipto, donde fue miembro de la corte rabínica del rabino Yitzchak Shulal, poco después (incluso antes de la conquista otomana, 1516) emigró a Jerusalén, y muy probablemente sirvió como Rosh yeshivá en Jerusalén hasta 1519, cuando regresó a Egipto debido a graves dificultades económicas. En Egipto también se dedicó al comercio hasta que emigró a Eretz Israel nuevamente y se estableció en Safed en 1524.
En Safed encabezó una Yeshivá y fue la figura central en la vida espiritual de la ciudad hasta su muerte en 1546. Berab fue el rabino mayor de la ciudad de Safed. Entre los rabinos de su generación cabe señalar al rabino Yosef Caro y al rabino Moshe Mitrani (HaMivit).
En 1538 buscó renovar la ordenación rabínica, y como resultado de ello estalló una gran controversia (en adelante), por la que partió hacia Damasco, Siria.
Fue enterrado en la antigua casa de la vida en Safed. Fue allí donde Berab concibió la atrevida idea que lo hizo famoso, la idea de establecer un centro espiritual judío.

## Plan de ordenación rabínica
Berab tenía un plan para la reintroducción de la antigua ordenación rabínica (Semijá). Es probable que sus planes adicionales incluyeran el restablecimiento del Sanedrín. El modelo de Berab fue el Sanedrín de los tiempos de los Tanaim, que consistía en hombres que podían rastrear su ordenación rabínica hasta Moisés. Sin embargo, durante más de mil años no existieron tales hombres, y se perdió la ordenación rabínica. 
La empresa de Berab es considerada por algunos talmudistas, como Louis Ginzberg, como parte de una visión mesiánica más grande. Según otros, el propósito del plan de Berab era la resolución de ciertas dificultades halájicas. En particular, hubo un problema con los marranos que regresaron al judaísmo. Para liberarlos del castigo divino, algunos rabinos de la Tierra de Israel consideraron aplicarles el castigo de los azotes (makot), que solo podía ser asignado por el Sanedrín. Jacob Berab escribió sobre este problema en su responsa rabínica.
Maimónides enseñó que si los sabios de Eretz Israel accedían a ordenar a uno de ellos, podían hacerlo, y que el hombre de su elección podía entonces ordenar a otros. Aunque Najmánides y otros rabinos se opusieron a la opinión de Maimónides, los eruditos de Safed confiaban en él, y no dudaban que desde un punto de vista rabínico, no se podía plantear ninguna objeción a su plan.
En 1538, veinticinco rabinos se reunieron en asamblea en Safed y ordenaron a Berab, dándole el derecho de ordenar a cualquier número de otros rabinos, que luego formarían un Sanedrín. En un discurso en la sinagoga de Safed, Berab defendió la legalidad de su ordenación, desde un punto de vista talmúdico, y mostró la naturaleza de sus derechos. Al enterarse de este evento, la mayoría de los otros eruditos judíos mostraron su acuerdo, y los pocos que no estaban de acuerdo con su opinión no tuvieron el coraje de oponerse a Berab y sus seguidores. Berab luego ordenó a otros rabinos, entre ellos al rabino mayor de Jerusalén, Ibn Habib, y a los rabinos Joseph Caro, Moisés Mitrani y Yosef Sagis. Joseph Caro. Tiempo más tarde, ordenó al rabino Moshé Alshich, y Alshich ordenó a Jaim Vital en el año 1590.

## Disputa con Ibn Habib
Para obtener la buena voluntad de los judíos de la Ciudad Santa de Jerusalén, el primer uso que Berab hizo de su nuevo cargo fue ordenar al Gran Rabino de Jerusalén, Levi ibn Habib. Dado que este último había sido durante muchos años un oponente personal de Berab, y los dos habían tenido muchas disputas con respecto a las decisiones rabínicas, la ordenación de Ibn Habib muestra que Berab colocó el interés general por encima de su interés personal. Además, los términos en los que Berab anunció oficialmente la ordenación de Ibn Habib fueron muy amables. Berab no esperaba mucha oposición de Ibn Habib, si bien estaba equivocado. La animosidad personal de Ibn Habib contra Berab no terminó, sino que se vio incrementada por su ordenación. Consideró un insulto a su dignidad, y a la dignidad de Jerusalén, hacer un cambio tan importante sin consultar primero a los eruditos de Jerusalén.
No se contentó con una protesta oral, sino que envió un mensaje a los eruditos de Safed, en el cual expuso la ilegalidad del procedimiento de Berab, y declaró que la ordenación suponía un riesgo para el futuro del judaísmo rabínico, ya que el Sanedrín podría usar su legítima autoridad para manipular el calendario hebreo.
Aunque el tono de Levi ibn Habib era moderado, todos podían leer entre líneas que se oponía personalmente al rabino Berab y a su obra. Esto quedó demostrado por los comentarios hechos por Ibn Habib, cuando sostuvo que los eruditos de Safed no estaban calificados para ordenar a nuevos rabinos, ya que no eran neutrales en este asunto, y cuando insinuó que Berab no era digno de transmitir la ordenación rabínica (Semijá).
Berab estaba sorprendido por el peligro en el que ahora se encontraba su empresa, y amargado por los ataques personales de Ibn Habib, no podía adherirse a una refutación meramente objetiva, sino a una refutación personal. Por ejemplo, en respuesta a una de las observaciones de Ibn Habib, donde afirmó que una ordenación sagrada no debe proceder del aprendizaje, sino de la santidad, Berab respondió:

Nunca cambié mi nombre: en medio de la necesidad y la desesperación fui por el camino de Dios.

Berab mencionó el hecho de que cuando Habib era joven, había vivido durante un año en Portugal como cristiano bajo un nombre falso. La lucha entre Berab e Ibn Habib se volvió completamente personal, y esto tuvo un efecto negativo en el plan de la ordenación rabínica. Berab tenía muchos admiradores, pero pocos amigos. Además, la vida de Berab estaba en peligro. La ordenación había sido presentada a las autoridades otomanas como el primer paso hacia la restauración del estado judío. Jacob Berab era un hombre rico, y algunos funcionarios turcos estaban interesados en tener su riqueza.
Berab se vio obligado a regresar a Egipto por un tiempo, pero aunque la demora de cada momento podría haberle costado la vida, tardó lo suficiente para poder ordenar a cuatro rabinos, de modo que durante su ausencia, ellos podían continuar realizando las ordenaciones rabínicas.
Mientras tanto, los seguidores de Ibn Habib aumentaron en número, y cuando Berab regresó, descubrió que el estado de su plan era desesperado. Su muerte, algunos años más tarde, puso fin a la disputa que puso a la mayoría de los eruditos judíos de su tiempo en contra de la ordenación rabínica (Semijá).
Se sabe positivamente que los rabinos Joseph Caro y Moisés Mitrani, fueron dos de los cuatro hombres ordenados por Berab, los otros dos fueron Abraham Shalom e Israel ben Meir di Curiel. Joseph Caro fue el único que ordenó a otro rabino, Moshé Alshich, quien, a su vez, ordenó al rabino Jaim Vital. Así, la ordenación se puede rastrear durante cuatro generaciones.
Con la excepción de algunas breves contribuciones a los trabajos de otros rabinos, el único de los numerosos trabajos publicados por Berab fue su obra: Sheulot u-Teshubot (Preguntas y respuestas), Responsa, Venecia, 1663, pero la edición rabínica del Tanaj (Ámsterdam 1724-1728) contiene las notas de Berab sobre los libros de los profetas Isaías y Jeremías.